# Steffen Rasmussen
Pour les articles homonymes, voir Rasmussen.
Steffen Bjørnebo Rasmussen est un footballeur danois, né le 30 septembre 1982 à Grenå. Il évolue au poste de gardien de but.

## Palmarès
- AGF Århus
  - Champion de deuxième division danoise en 2011.

## Statistiques
| Saison    | Club      | Pays         | Championnat        | Coupes nationales | Coupes d'Europe | Danemark |
| --------- | --------- | ------------ | ------------------ | ----------------- | --------------- | -------- |
| 2002-2003 | AGF Århus | SAS Ligaen   | 17 matchs          | ?                 | -               | -        |
| 2003-2004 | AGF Århus | SAS Ligaen   | 26 matchs          | ?                 | -               | -        |
| 2004-2005 | AGF Århus | SAS Ligaen   | 15 matchs          | ?                 | -               | -        |
| 2005-2006 | AGF Århus | SAS Ligaen   | 29 matchs          | ?                 | -               | -        |
| 2006-2007 | AGF Århus | 1st Division | 28 matchs          | ?                 | -               | -        |
| 2007-2008 | AGF Århus | SAS Ligaen   | 33 matchs          | ?                 | -               | -        |
| 2008-2009 | AGF Århus | SAS Ligaen   | 31 matchs          | ?                 | -               | -        |
| 2009-2010 | AGF Århus | SAS Ligaen   | 31 matchs          | ?                 | -               | -        |
| 2010-2011 | AGF Århus | 1st Division | 30 matchs          | 2 matchs          | -               | -        |
| 2011-2012 | AGF Århus | SAS Ligaen   | 31 matchs          | 1 match           | -               | -        |
| 2012-2013 | AGF Århus | SAS Ligaen   | 33 matchs          | -                 | 2 matchs (C3)   | 1 match  |
| 2013-2014 | AGF Århus | SAS Ligaen   | 20 matchs          | 1 match           | -               | -        |
| 2014-2015 | AGF Århus | 1st Division | 24 matchs          | -                 | -               | -        |
| 2015-2016 | AGF Århus | SAS Ligaen   | 33 matchs / 2 buts | 4 matchs          | -               | -        |
| 2016-2017 | AGF Århus | SAS Ligaen   | 3 matchs           | 3 matchs          | -               | -        |

Dernière mise à jour le 28/03/2017